# Оксбоу (Северна Дакота)
Оксбоу (енгл. Oxbow) град је у америчкој савезној држави Северна Дакота.

## Демографија
По попису из 2010. године број становника је 305, што је 57 (23,0%) становника више него 2000. године.
| Група             | 2000.       | 2010.       |
| Белци             | 247 (99,6%) | 297 (97,4%) |
| Афроамериканци    | 0 (0,0%)    | 0 (0,0%)    |
| Азијати           | 0 (0,0%)    | 0 (0,0%)    |
| Хиспаноамериканци | 0 (0,0%)    | 8 (2,6%)    |
| Укупно            | 248         | 305         |